# Паланга (футбольный клуб)
«Пала́нга» (лит. Futbolo klubas «Palanga») — литовский футбольный клуб из города Паланга. Домашние матчи проводит на Центральном стадионе Паланги, вмещающем 1 000 зрителей.

## История
Клуб основан в 1957 году под названием «Нямунас» (лит. Nemunas. Затем команда часто переименовывалась: 1960 — «Статибининкас»; 1965 — «Статиба»; 1960 — «Наглис»; 1968 — «Кер»; 1970 — «Гинтарас». Клуб выступал в различных дивизионах Литвы: 1991—1997 — в III лиге, с 2001 — во II лиге, но в 2005 году команда была расформирована.
Осенью 2010 года было организовано Общественное объединение «Футбольный клуб Паланги». С 2011 года под названием ФК «Паланга» участвовал во II лиге, где выиграл все матчи. После этого успеха выступал в I лиге. За эти годы были взлёты и падения в турнирной таблице.
В 2016 году команда заняла 2-е место и завоевала право на переходные матчи, но уступила в них. В 2017 — первое место и выход в А Лигу.

## Тренеры
- Римантас Скерсис (~2011)[1]
- Гинтарас Квилюнас (2011—2012)
- Арунас Шешкус (~2012)[2]
- Вальдас Тракис (2014—2018)
- Артём Горлов (2019)
- Вячеслав Геращенко (2019)
- Альгимантас Бряунис (2019—н.в.)[3]